# Panic (musicien)
Pour les articles homonymes, voir Panic.
Panic, anciennement DJ Panic, de son vrai nom Dennis Copier, né le 24 novembre 1975, est un producteur et disc jockey de techno hardcore et gabber néerlandais. Il est également membre de groupes tels que Forze DJ Team, Hard Creation, Neophyte Records Allstars, Nightstalkers, et Waldorf & Statler.

## Biographie
Dennis Copier effectue son premier mixset à l'âge de 16 ans en 1991 au Big Balloon de Barendrecht. Dennis explique : « c'était bien, mais je suis parti quand ils ont commencé à jouer de la musique du Top 40. » En 1992, il joue au Pompe?, localisé au sud de Rotterdam, devant 250 jeunes spectateurs. L'année suivante, en 1993, Dennis devient vendeur dans l'une des boutiques Mid-Town Records, où il fera la rencontre de nombreux acteurs de la scène techno hardcore. 
Ensemble avec Paul Elstak et DJ Lars, il forme la Forze DJ Team, jouant au Terrordome en janvier 1994, période durant laquelle DJ Panic n'est âgé que de 18 ans. Dans les années qui suivent, ils tournent en Europe, aux États-Unis et au Japon. Entretemps, Dennis passe de nombreuses heures en studio avec Paul ; il en ressortira le single à succès May the Forze be With You, qui atteint la 11e place des classements néerlandais. The Forze DJ Team se sépare en 1998. Par la suite, Dennis se rapproche de DJ Neophyte (Jeroen Streunding). Depuis 1996, ils produisent ensemble sous le nom de Hard Creation sous lequel ils sortent le single I Will Have that Power en 1999, qui reprend le morceau Russians de Sting.
En 2005 sort le CD/DVD A Nightmare in Rotterdam - Welcome to Wonderland sur lequel participe Panic aux côtés de Neophyte ; l'album est bien accueilli par Partyflock avec une note de 70%. La même année, il s'associe avec Evil Activities pour la sortie de l'EP Never Fall Asleep. En 2006, DJ Panic célèbre ses 15 ans de carrière musicale avec la sortie d'un best-of intitulé 15 Years of Panic. La même année, il mixe la compilation Hardcore to the Bone IX avec Neophyte. Entretemps, il mixe pour le triple-album Parkzicht publié en 2007, qui comprend aussi des mixsets de Darkraver et DJ Rob. La même année, il est inclus sur le premier CD, avec Tha Playah, de la compilation Project Hardcore.nl.
En 2012, il publie une nouvelle compilation célébrant ses 20 ans de carrière, intitulée Start the Panic - 20 Years of Hardcore chez Neophyte Records.

## Discographie
- 1997 : Weak Motherfucker (avec DJ Lars) (Forze Records)
- 1999 : Hate! (Forze Records) (avec Paul Elstak)
- 2000 : Go! (Forze Records) (avec Paul Elstak)
- 2001 : We Shall Not Be Moved (Offensive Records) (avec DJ Paul)
- 2005 : Never Fall Asleep (avec Evil Activities)
- 2009 : Invincible (avec Evil Activities)